# Anatomia canina

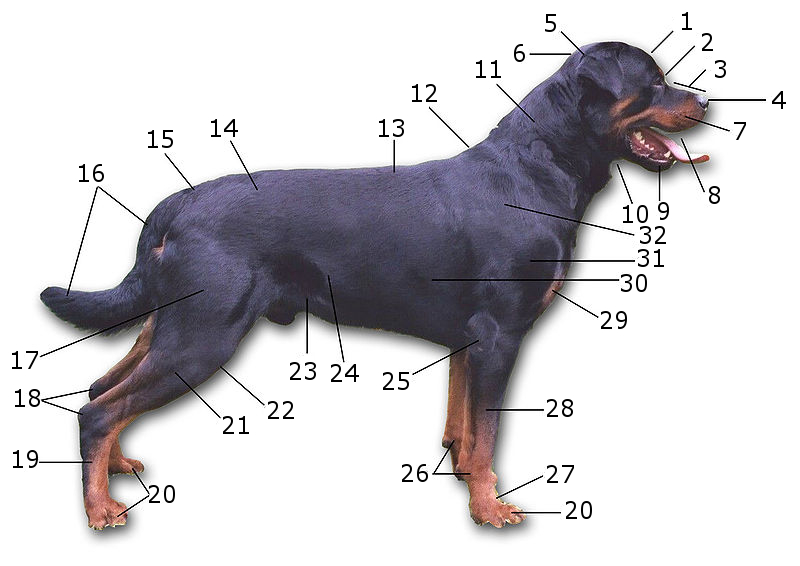
Anatomia canina. Partes externas do corpo de um cão Rottweiler. 1: testa/crânio. 2: stop. 3: focinho. 4: trufa/nariz. 5: orelha. 6: protuberância occipital. 7: lábios. 8: boca. 9: mandíbula. 10: garganta. 11: pescoço. 12: cernelha. 13: lombo. 14: garupa/quadril. 15: raiz/inserção de cauda. 16: cauda. 17: coxa. 18: pontas dos jarretes. 19: jarrete. 20: patas. 21: perna. 22: joelho/patela. 23: flanco. 24: barriga. 25: cotovelo. 26: 27: metacarpos. 28: perna. 29: antepeito/ ponta do esterno. 30: tórax. 31: ombro. 32: escápula.

A anatomia canina divide-se em cinco grandes áreas, cada qual com suas especificidades em avaliar o corpo do canino. São elas: a externa, a osteologia, a artrologia, a miologia e os estudos dos órgãos internos. Quadrúpede e digitígrado, o corpo do cão é sustentado pelos quatro membros e caminha sobre os dedos. Entre suas características mais gerais estão a sua longevidade e suas estruturas básicas interna e externa, como o stop, a cabeça, o nariz, as espáduas, a garupa, os ombros, o flanco, tórax, cotovelos, joelhos, jarretes, boletos, patas posteriores e munhecas.

## Características físicas
Tal como a maioria dos mamíferos predadores, o cão tem musculatura forte, um sistema cardiovascular que suporta tanto rápidas corridas quanto de resistência, e dentes que permitem capturar uma presa, segurá-la e despedaçá-la.

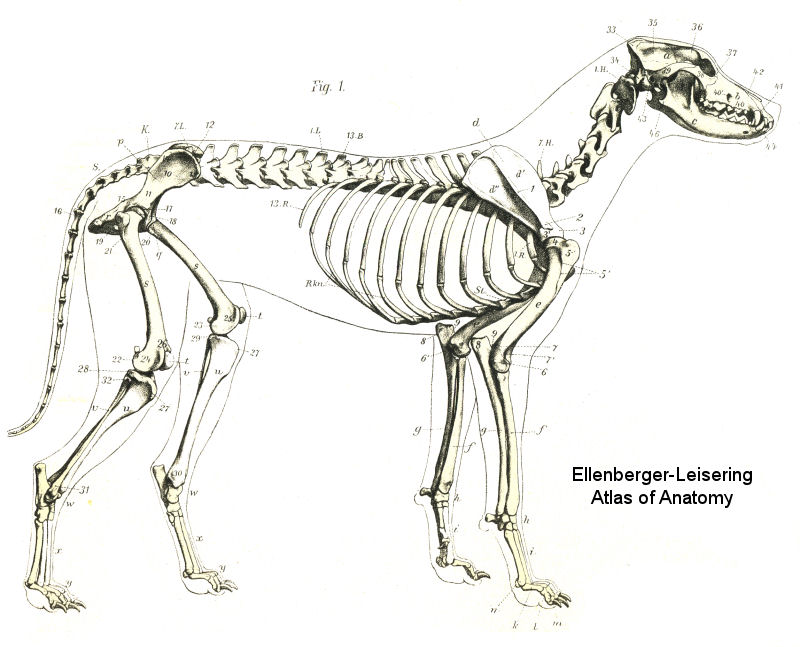
Representação gráfica de um esqueleto de cão

No esqueleto do cão podemos observar os ossos das patas, onde nos membros anteriores temos: Carpo (pulso), Metacarpo (mão), Falanges (dedos) e nos membros posteriores: Tarso (calcanhar), Metatarso (pé) e Falanges (dedos). Suas patas podem impulsioná-lo com rapidez, saltando o quão necessário for para caçar e dominar uma presa. Consequentemente eles possuem pés pequenos com dedos bem juntos, e caminham sobre as almofadas dos pés (sendo, assim, animais de locomoção e postura digitígrada). Suas patas traseiras são bem rígidas e robustas; suas patas dianteiras são soltas e flexíveis, e um único músculo as une ao torso do animal.

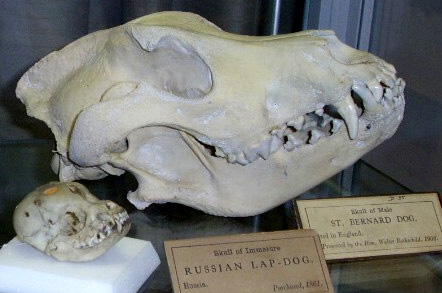
Crânios de cães. O maior, de um cão da raça são-bernardo, ao lado de um menor, de um cão da raça bolonka.

O tamanho do focinho do cão varia conforme a raça. Os tamanhos do focinho têm nomes diferentes. Cães com focinhos longos, tal como o pastor-alemão, são chamados mesocefálicos, e cães com um focinho encurtado, tal como o pug, são chamados braquicefálicos.

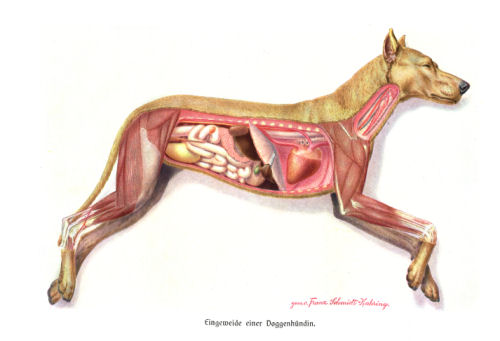
Anatomia canina, alguns órgãos, e músculos dos membros posteriores e anteriores.

Todos os cães (e todos os canídeos atuais) têm um ligamento que conecta as apófises espinhosas da primeira vértebra torácica à parte de trás do osso axial (segunda cervical ou osso do pescoço), o qual suporta o peso da cabeça sem esforço muscular ativo, poupando desta forma energia corporal. Este ligamento é análogo em função (porém diferente em exatos detalhes estruturais) ao ligamento da nuca encontrado em ungulados. Este ligamento permite aos cães suportarem o peso de suas cabeças enquanto percorrem longas distâncias, tal como fazem ao seguirem rastros de odores com seus focinhos rentes ao solo, sem que gastem muita energia.
Apesar da criação seletiva ter modificado a aparência de muitas raças, todos os cães mantêm as características básicas de seus ancestrais. Os cães não têm clavícula (ao contrário dos humanos) permitindo um grande comprimento de passada para corridas e saltos. Eles andam sobre quatro dedos, dianteiros e traseiros, e têm dedos vestigiais (chamados ergôs) em suas patas dianteiras, e às vezes nas traseiras.
É discutível se os dedos vestigiais ajudam os cães a ganharem tração quando correm, pois em alguns animais os dedos vestigiais fazem contato com o solo quando correm, e a unha do dedo vestigial geralmente se desgasta da mesma forma que as unhas dos outros dedos, pelo contato com o solo. Apesar disso, em muitos cães o dedo vestigial nunca toca o solo; neste caso sua unha nunca se desgasta, e tem que ser frequentemente aparada para manter um tamanho seguro.
Os dedos vestigiais não são totalmente inúteis. Eles podem ser usados para ajudar a manter firme ossos e outros objetos que os cães segurem com as patas. Apesar disso, em alguns cães estas garras não parecem estar conectadas à perna exceto pela pele. Nestes cães estes dedos não são usados para firmar, pois o dedo vestigial pode ser virado ou dobrado. [2]

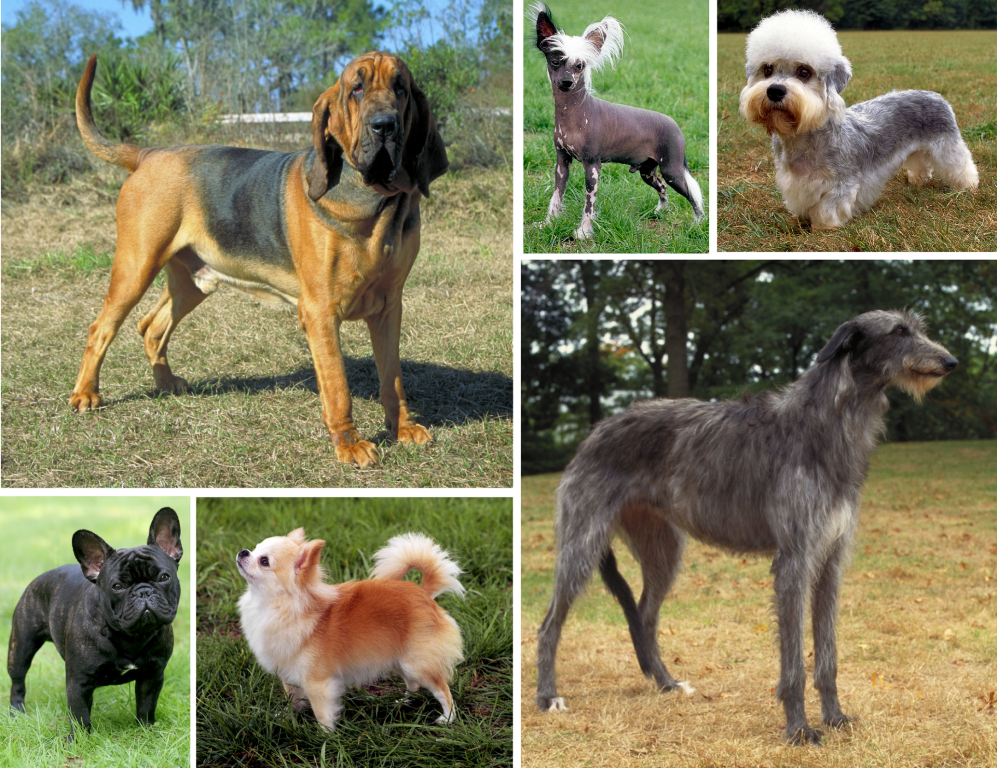
Variações entre raças de cães

O ancestral do cão era do tamanho de um Dingo, e seu esqueleto levou cerca de 10 meses para atingir a maturidade. As raças miniatura têm esqueletos que atingem o tamanho de adulto em poucos meses, enquanto nas raças gigantes, tais como o Mastiff o esqueleto leva de 16  18 meses para atingir a maturidade. O nanismo afetou as proporções dos esqueletos de algumas raças, tais como o Basset Hound.

## Anatomia externa
Na anatomia externa do cão, sua altura é medida do chão à cernelha, que vai do ponto onde encontram-se suas costas e seu pescoço, até a pata.

## Anatomia interna

### Sistema respiratório
O sistema respiratório é o conjunto de órgãos responsáveis pelas trocas gasosas entre o organismo dos animais e o meio ambiente, ou seja, a hematose pulmonar, possibilitando a respiração celular.
Esse sistema  tem como principal função absorver oxigênio e eliminar boa parte dos gases residuais das células do organismo, como por exemplo o dióxido de carbono. Como cães possuem poucas glândulas sudoríparas em sua pele, isto explicaria o fato de não suarem, sendo assim o sistema respiratório também desempenha um papel importante na termorregulação corpórea.
Os cães por serem mamíferos apresentam dois pulmões grandes e com lobos, de aparência esponjosa devida à presença de um sistema de ramificações delicadas dos bronquíolos em cada pulmão, terminando em câmaras fechadas de paredes finas (os pontos de trocas gasosas), chamadas de alvéolos.
A presença de uma estrutura muscular, o diafragma, exclusiva dos mamíferos, divide a cavidade peritoneal da cavidade pleural, além de auxiliar as costelas na inspiração.

### Sistema digestivo
Os órgãos que compõem o sistema digestivo canino são:
- Boca
- Língua
- Esôfago
- Estômago
- Fígado
- Pâncreas
- Intestino grosso
- Intestino delgado
- Recto
- Ânus

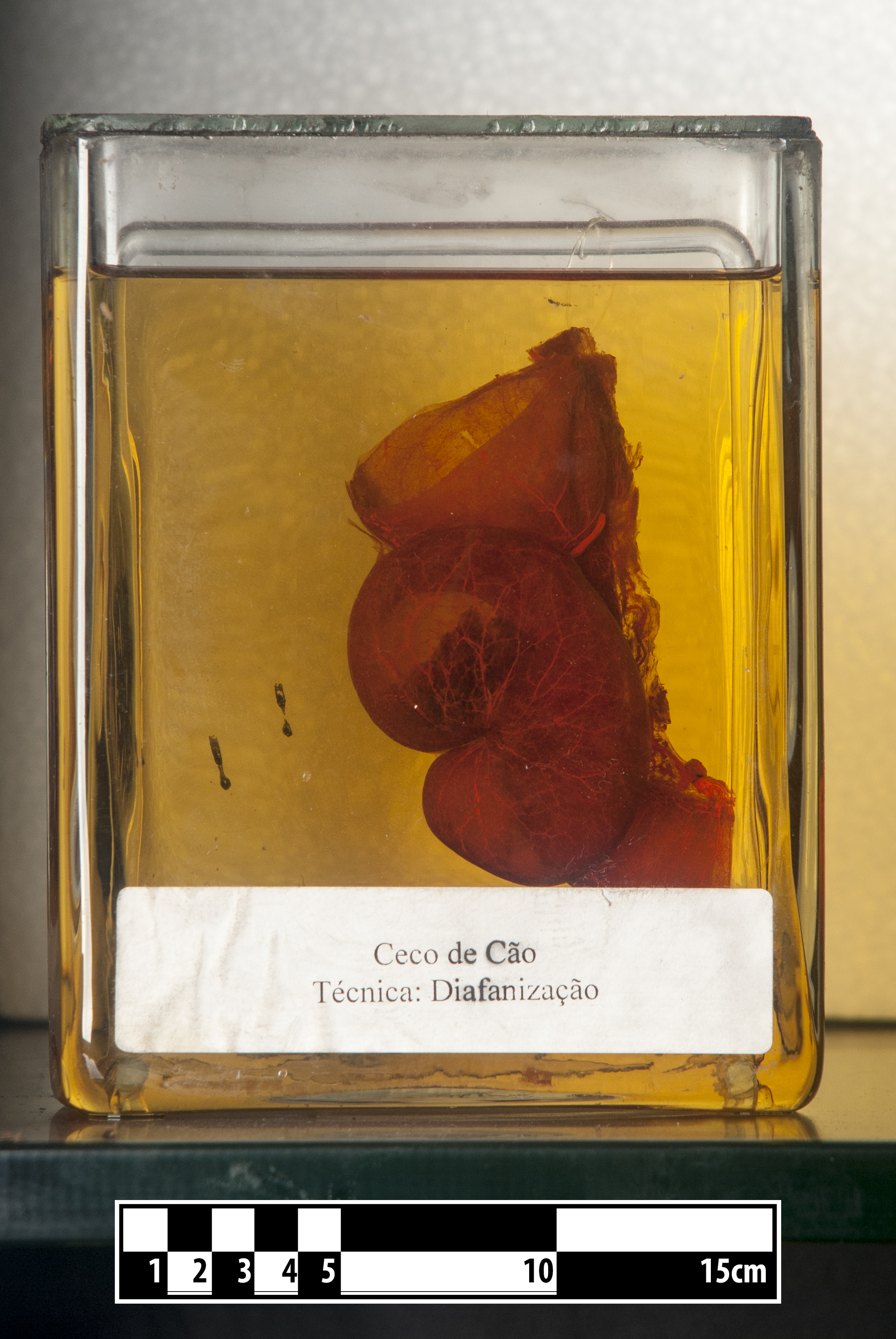
Ceco de cão.
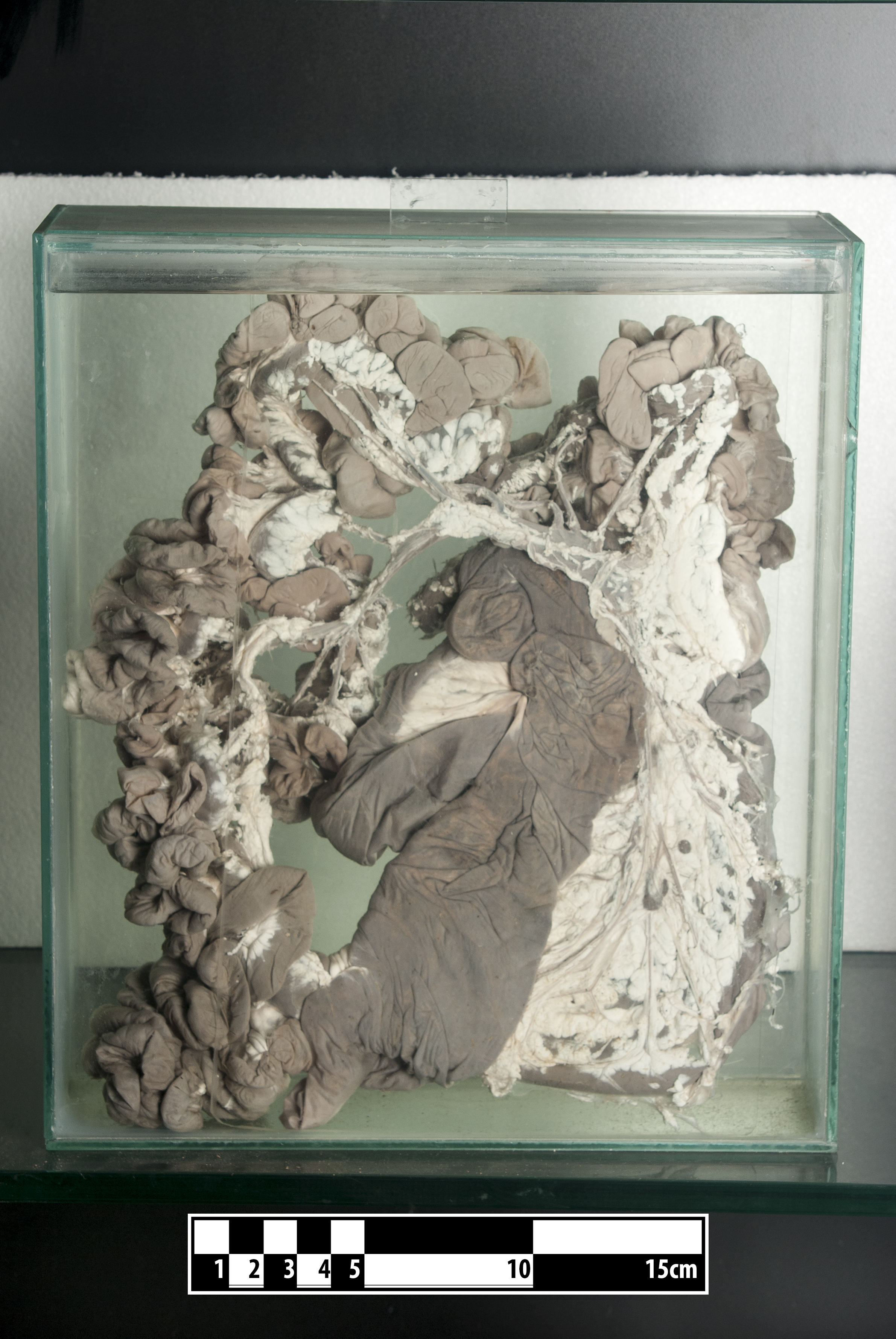
Trato digestivo canino. Em exposição no MAV/USP.
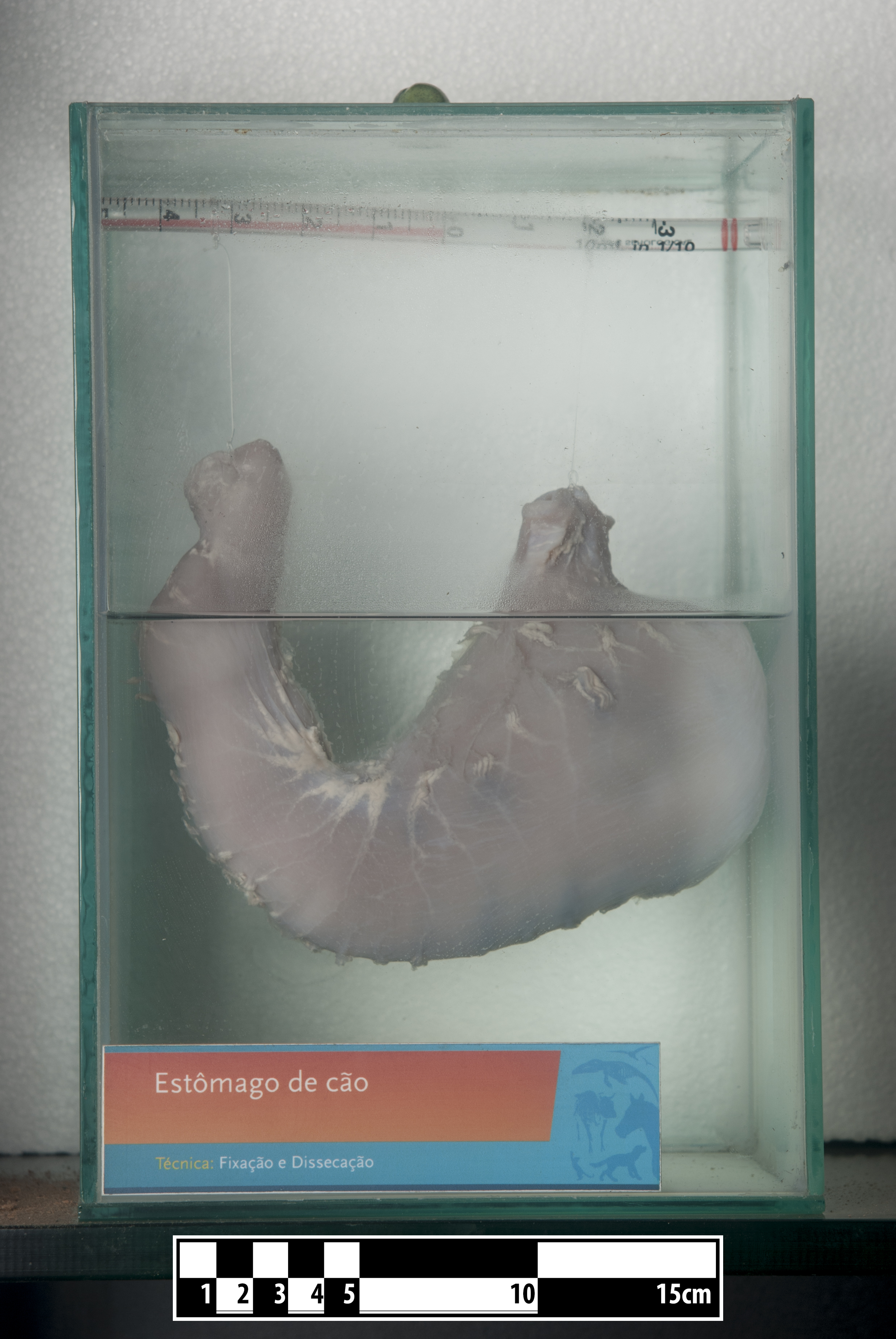
Estômago de cão.
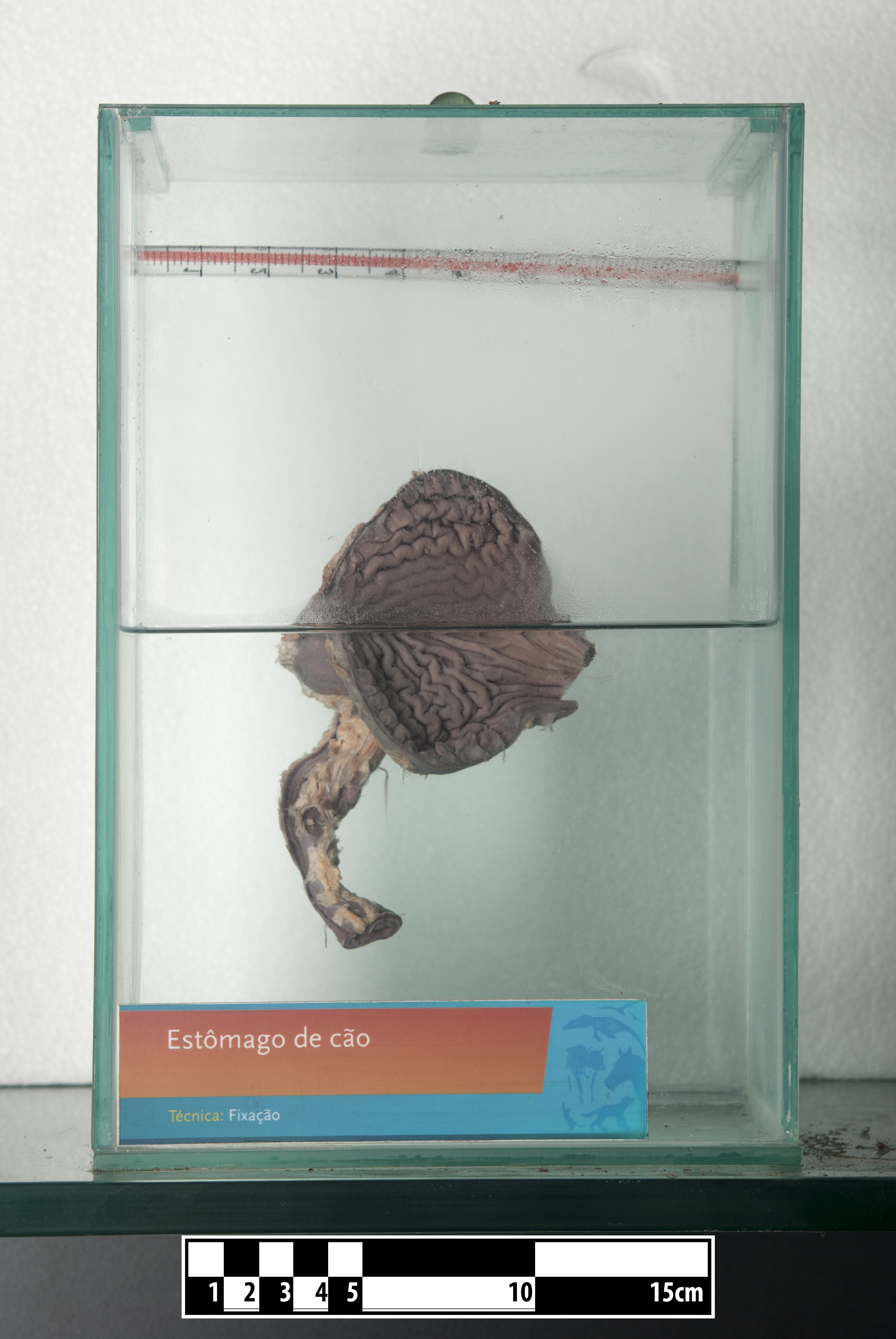
Vista interna do estômago canino.
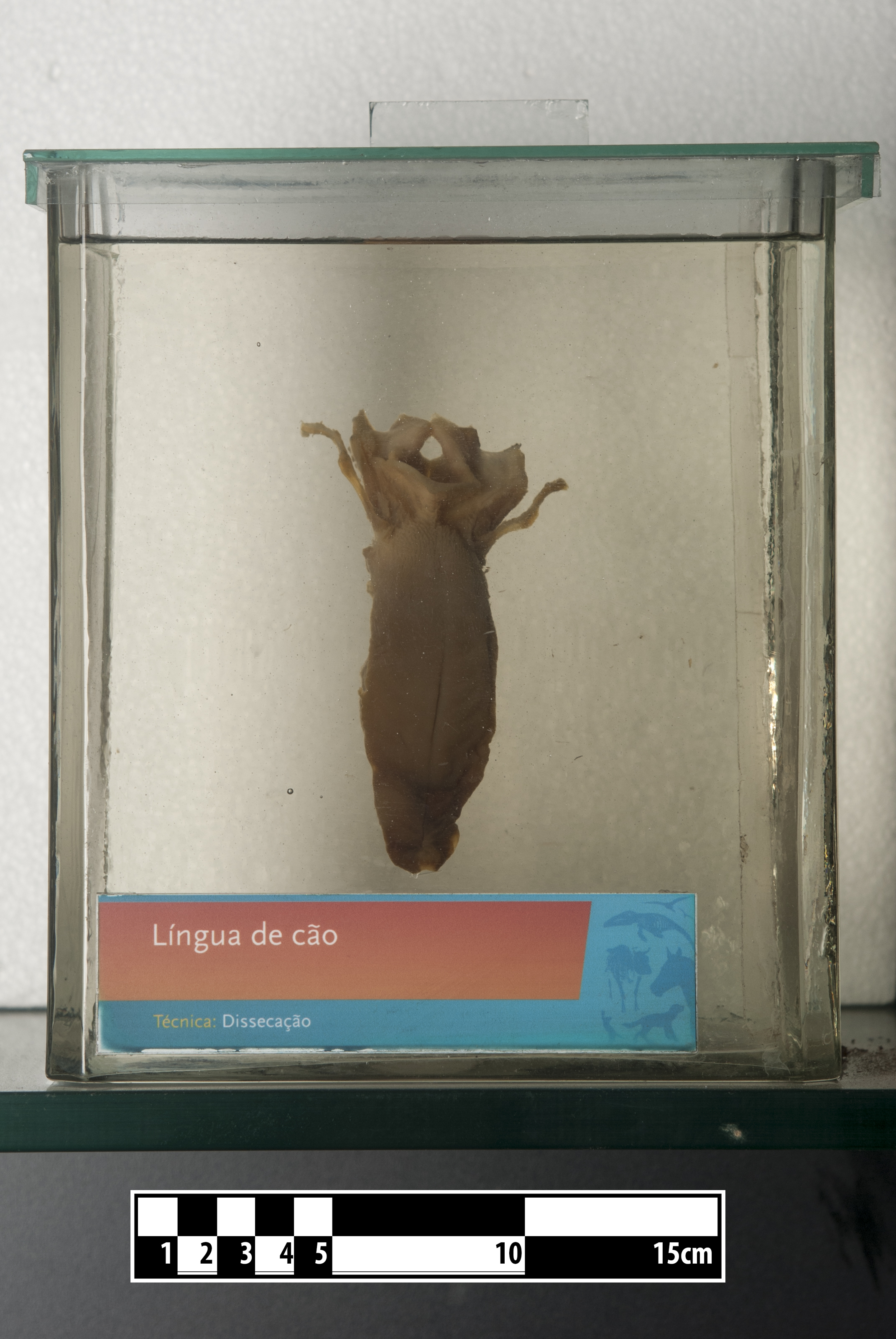
Língua de cão.
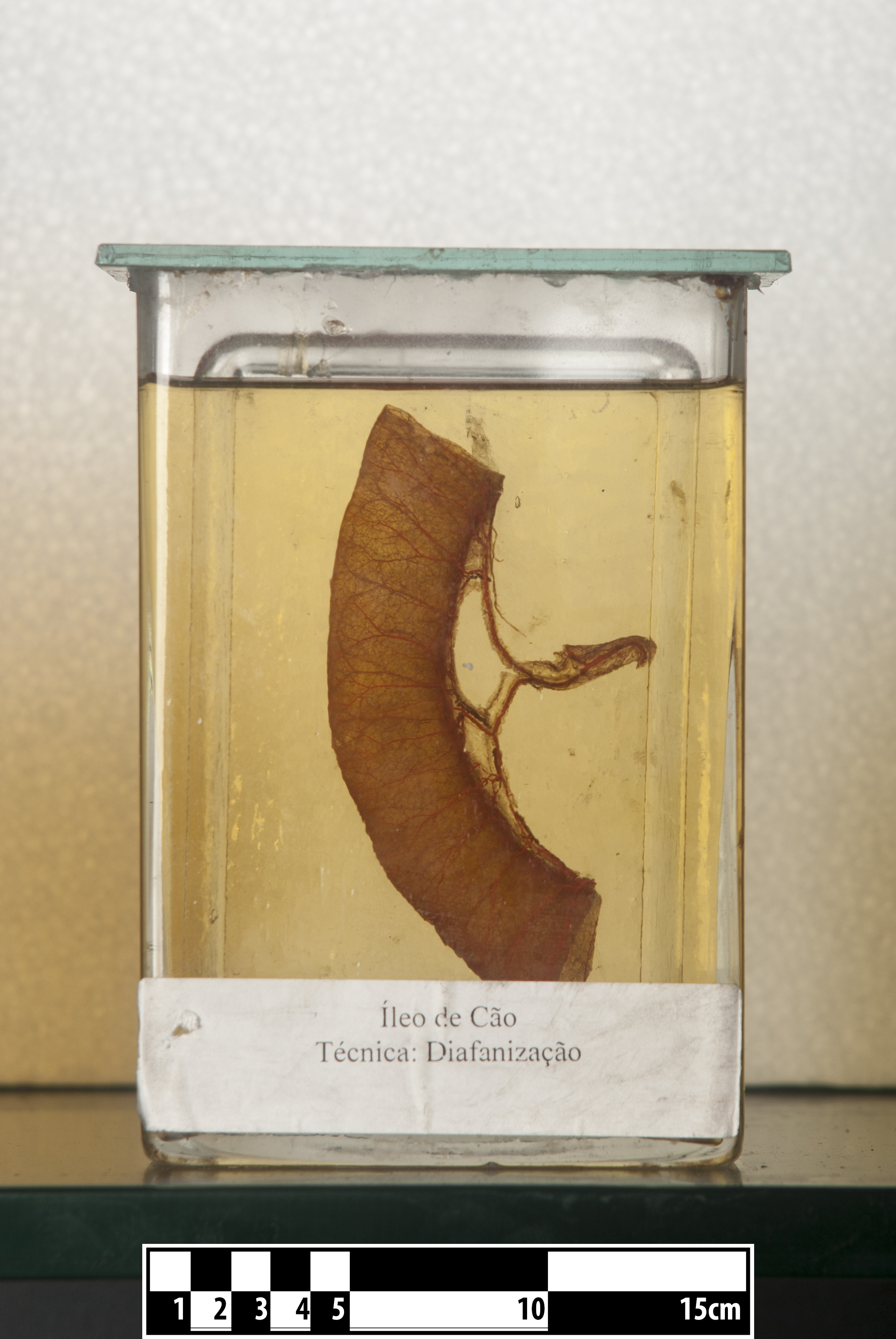
Íleo canino. Em exposição no MAV/USP.
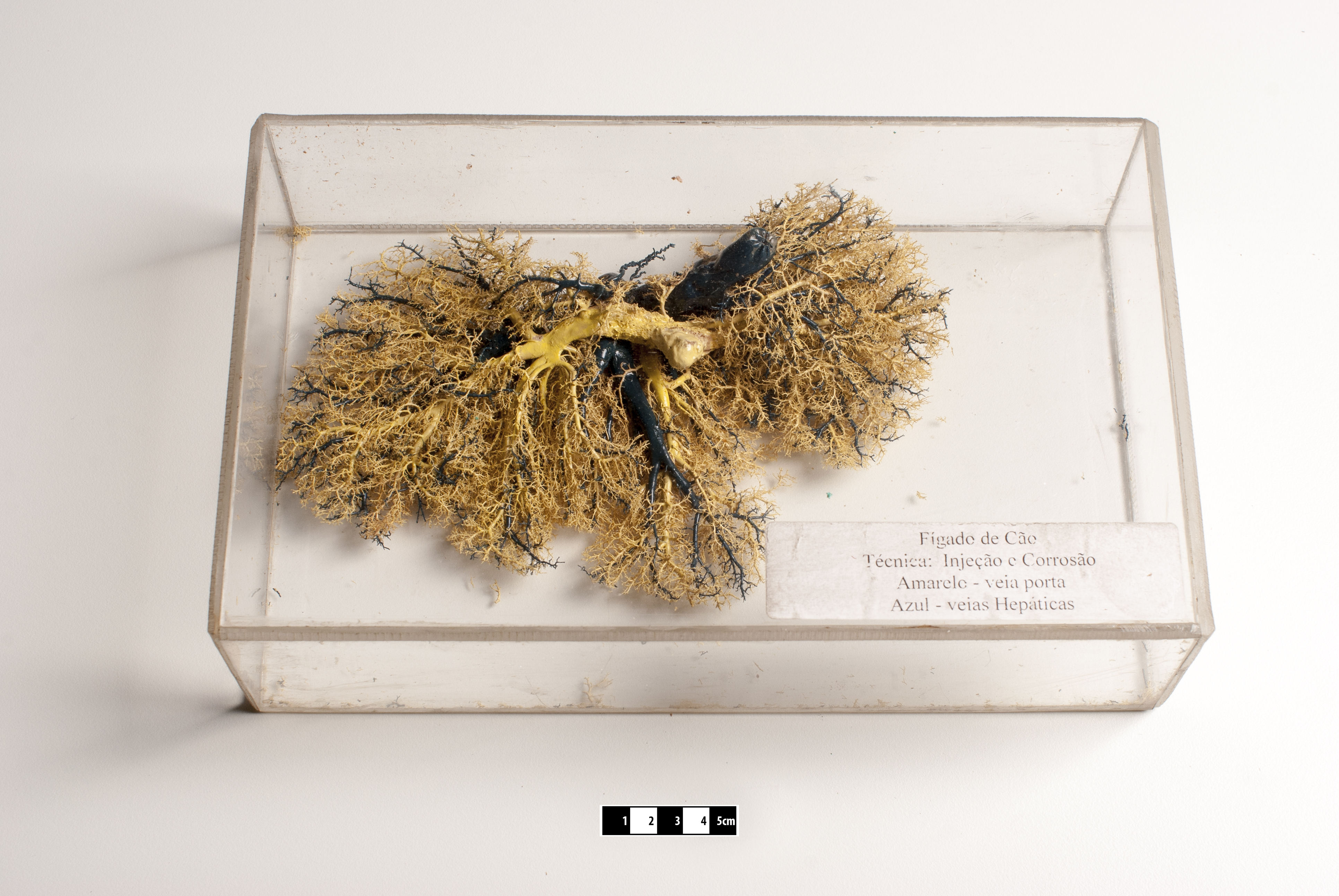
Estrutura vascular do fígado de cão.